# Agathia discriminata
Agathia discriminata là một loài bướm đêm trong họ Geometridae.